# Horní Černůtky
Horní Černůtky (německy Ober Czernutek) je malá vesnice, část obce Sovětice v okrese Hradec Králové. Nachází se asi 2 km na severozápad od Sovětic. V roce 2009 zde bylo evidováno 29 adres. V roce 2001 zde trvale žilo 45 obyvatel.
Horní Černůtky je také název katastrálního území o rozloze 2,28 km2.

## Historie
První písemná zmínka o obci pochází z roku 1143.

## Pamětihodnosti
- Stodola u čp. 13

## Galerie

Horní Černůtky
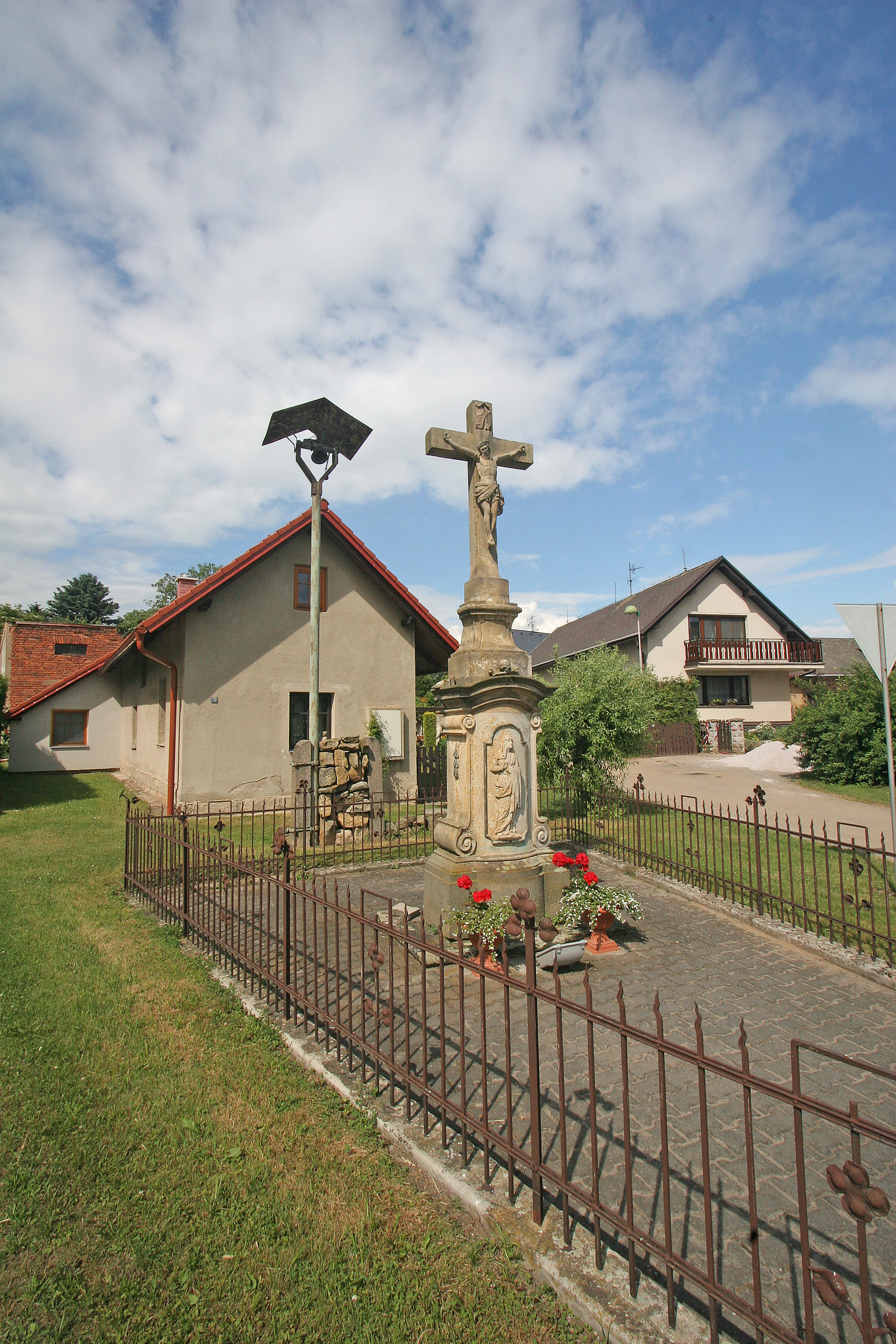
Křížek
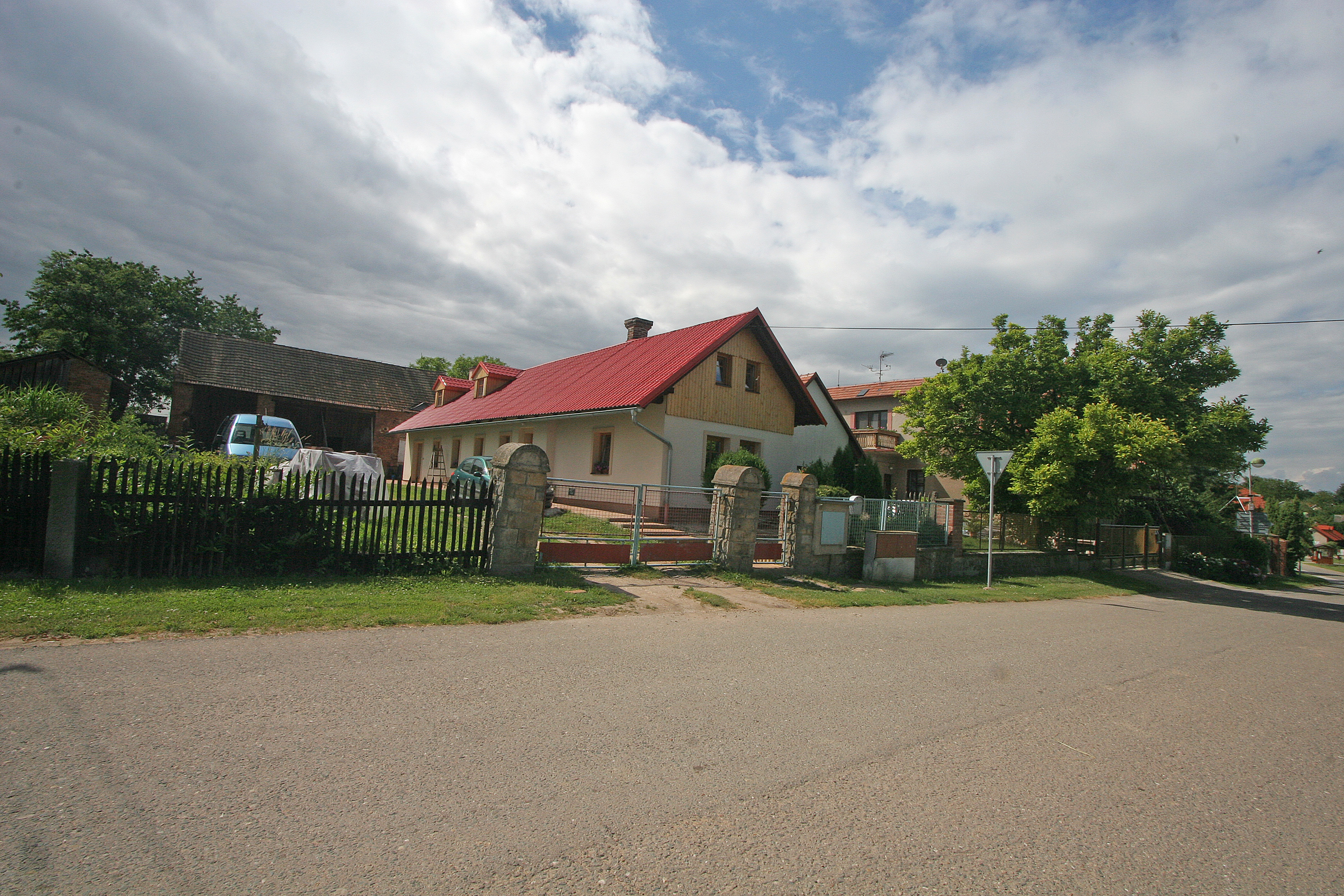
Stavení čp.23
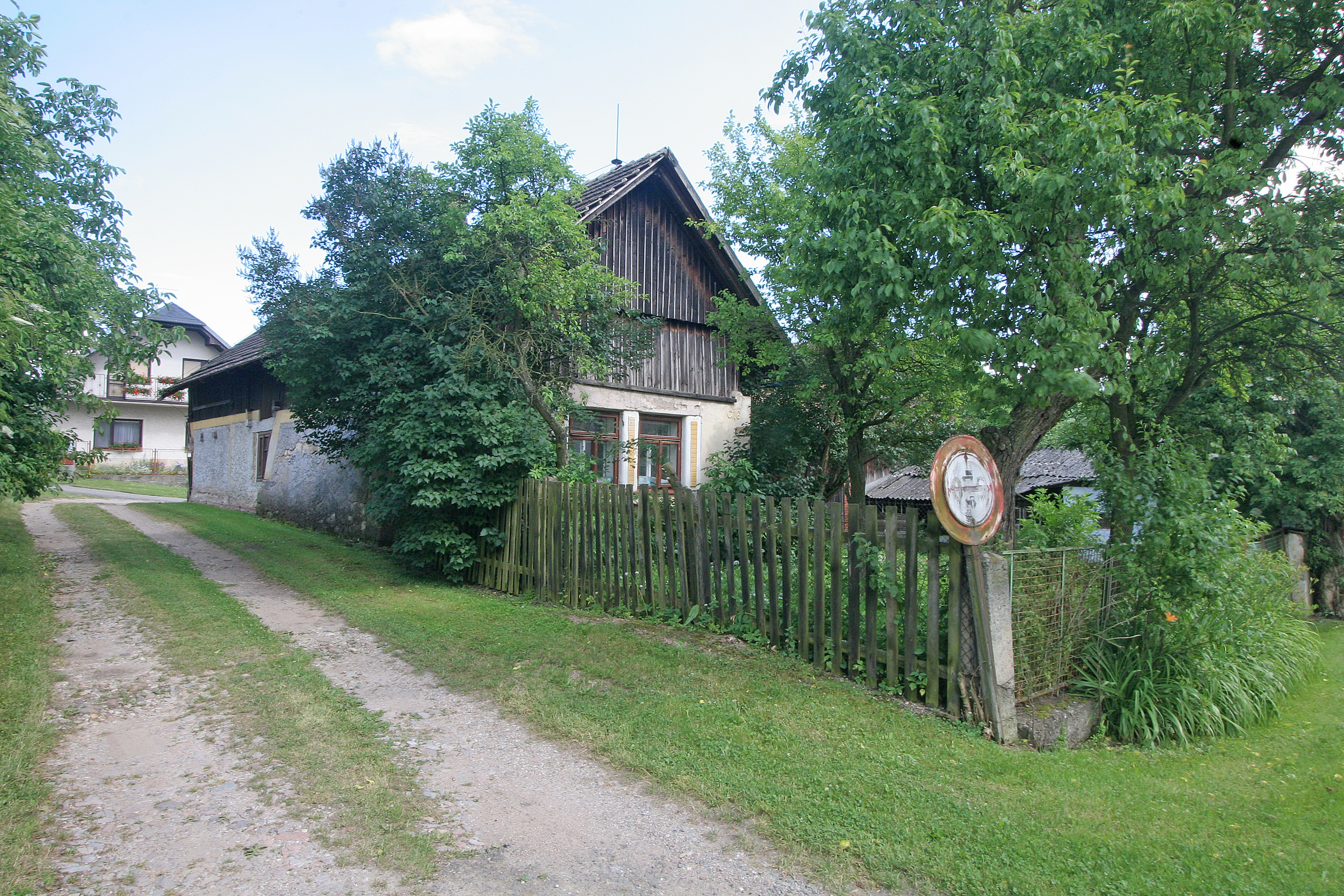
Stavení čp.16
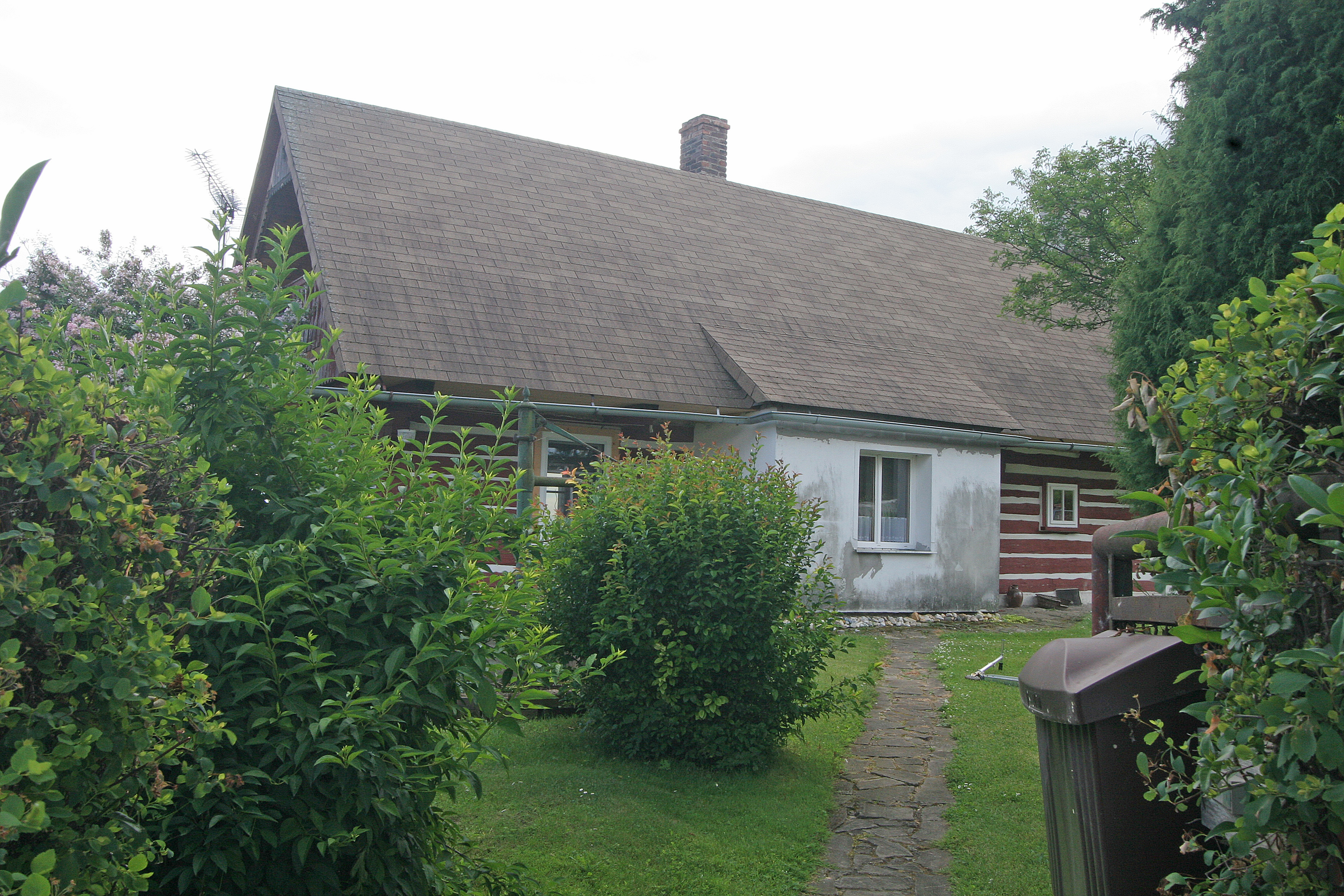
Stavení čp.24